# Governo Vasile
Il Governo Vasile è stato il sesto governo della Romania post-comunista, il secondo della III legislatura. Fu guidato dal primo ministro Radu Vasile.

## Cronologia del mandato

### Nomina
Le elezioni parlamentari in Romania del 1996 furono vinte dalla coalizione di centro-destra della Convenzione Democratica Romena (CDR) del nuovo presidente della Romania Emil Constantinescu. In assenza di una maggioranza parlamentare netta, la CDR trovò un'intesa per la formazione di un governo di coalizione di carattere riformista con l'Unione Social Democratica (alleanza composta da Partito Democratico e Partito Social Democratico Romeno) e l'Unione Democratica Magiara di Romania (UDMR). Profonde divergenze ideologiche e continui contrasti con il primo ministro Victor Ciorbea, tuttavia, nel febbraio 1998 spinsero il Partito Democratico a lasciare il governo. Impossibilitato a proseguire nell'incarico a causa dell'instabilità politica e del ritiro del sostegno da parte del proprio partito, il 30 marzo 1998 Ciorbea presentò le proprie dimissioni e fu sostituito ad interim da Gavril Dejeu. 
Nel dibattito precedente l'indicazione di un nuovo primo ministro titolare, il presidente Constantinescu avrebbe preferito conferire l'incarico all'allora direttore del Fondo delle proprietà di Stato, Sorin Dimitriu. L'ala giovanile e il cosiddetto "gruppo di Brașov" del maggior gruppo della coalizione, il Partito Nazionale Contadino Cristiano Democratico (PNȚCD), tuttavia, sostenevano il segretario generale del partito Radu Vasile, la cui nomina era già stata presa in considerazione anche nel 1996 prima di optare su Ciorbea. Vasile era un politico poco legato al bagaglio ideologico della CDR e più eclettico rispetto a Ciorbea, con forti legami anche con i partiti d'opposizione, motivo per il quale il presidente della Romania avrebbe preferito designare un altro candidato. Sulla scelta di Vasile conversero anche il secondo partito della CDR, cioè il Partito Nazionale Liberale (PNL), e il Partito Democratico (PD), che mostrò la propria disponibilità a tornare al governo.
Il 1º aprile 1998 l'ufficio di dirigenza e coordinamento del PNȚCD convalidò internamente la nomina a primo ministro di Radu Vasile, che il giorno successivo fu incaricato ufficialmente dal capo di Stato di formare il nuovo governo. Il 7 aprile fu annunciata la lista dei ministri e il successivo 15 aprile il parlamento investì il governo con 317 voti a favore e 124 contrari.

### Azioni contro la crisi economica
Il primo ministro si impegnò a fare passi rapidi verso la riforma dell'economia in senso capitalista, malgrado avesse realizzato poche variazioni nella struttura del suo governo rispetto al precedente. Il programma dell'esecutivo riprese numerosi punti del governo Ciorbea, promettendo di ristabilire i parametri macroeconomici, stimolare gli investimenti, tagliare i costi per le società pubbliche improduttive e favorire la privatizzazione e la riorganizzazione delle aziende di Stato. 
I rapporti con il Fondo monetario internazionale, interrotti dall'apparizione della crisi politica del marzo 1998, furono ripresi solamente dopo l'approvazione della nuova legge di bilancio del 26 maggio 1998 (231 favorevoli, 129 contrari e 3 astenuti). I termini della legge, tuttavia, lasciarono insoddisfatti i funzionari del FMI, che si attendevano azioni più aggressive in politica fiscale, per il contenimento dell'inflazione e in tema di privatizzazioni, per cui nel corso del 1998 non furono concessi nuovi prestiti alla Romania.
Provando ad avvicinarsi alle richieste degli organismi finanziari internazionali tra il 1998 e il 1999 furono prese misure che portarono all'aumento del costo della vita (crescita delle tariffe per l'energia e i trasporti) e della pressione fiscale. Nonostante la difficoltà a trovare mezzi di finanziamento, inoltre, nel 1999 il paese si aspettava di dover pagare oltre 2,2 miliardi di dollari per debiti contratti dal governo nel periodo 1992-1996, mentre in quel momento nelle casse dello Stato erano presenti circa 500 milioni di dollari. Il governo Vasile, quindi, si concentrò sulla privatizzazione delle aziende di Stato in modo da reperire la liquidità necessaria. Tra il 1998 e il 1999 furono cedute 150 società pubbliche (tra le quali Romtelecom, BRD e Dacia), i cui proventi consentirono alla Romania di evitare il default.
Sul piano del taglio dei costi, in modo da recuperare la fiducia dei creditori internazionali, nel 1998 il governo predispose una riduzione massiccia delle spese per l'industria mineraria e per altri settori in perdita in mano allo Stato. Nel 1999, poi, intervenne per evitare l'aggravarsi della situazione nella sfera bancaria, decretando la fusione di Bancorex e BCR e avviando le procedure di fallimento per altri istituti di credito a maggioranza di capitale pubblico.
L'azione di governo, in ogni caso, fu rallentata dai contrasti fra gli stessi alleati e da aspetti legati al funzionamento del parlamento, così come avvenuto anche sotto la gestione di Victor Ciorbea. Il governo non riuscì a rispettare nessuno dei termini temporali posti per la realizzazione del programma, ritrovandosi a non completare oppure a realizzare in ampio ritardo la maggior parte delle riforme, condizione che aggravò la situazione economica del paese ed ebbe ripercussioni sull'immagine della CDR. La privatizzazione e la riorganizzazione di molte società furono posposte, come nei casi della cessione di Romtelecom e della ristrutturazione della RENEL.

### Conflitti nella maggioranza
- Ion Diaconescu, presidente del Partito Nazionale Contadino Cristiano Democratico (1995-2000) e presidente della camera dei deputati (1996-2000).
- Mircea Ionescu-Quintus, presidente del Partito Nazionale Liberale (1993-2001).
- Petre Roman, presidente del Partito Democratico (1993-2001) e presidente del senato (1996-1999).
- Béla Markó, presidente dell'Unione Democratica Magiara di Romania (1993-2011).

Nel giugno 1998 si registrarono le prime dimissioni in seno al consiglio dei ministri. Il titolare della salute Francisc Bárányi (UDMR) abbandonò il proprio ruolo in seguito alle polemiche scaturite dalla pubblicazione della notizia che sotto il regime socialista aveva fornito informazioni alla Securitate, la polizia politica di Ceaușescu. Bárányi ammise di aver firmato un accordo di collaborazione nel 1961, ma solamente perché sotto minaccia di morte.
Le incertezze del governo ebbero il proprio apice nelle numerose diatribe apparse in seno alla maggioranza. Nel luglio 1998 il ministro delle finanze Daniel Dăianu (indipendente, ma sostenuto dal PNL) rifiutò di firmare un documento preliminare per la realizzazione di un contratto con la Bell Helicopter Textron, che prevedeva l'acquisto della fabbrica IAR di Brașov da parte della società statunitense. In base agli accordi gli acquirenti avrebbero dovuto investire 50 milioni di dollari nell'impianto e avrebbero prodotto novantasei elicotteri per l'esercito rumeno per il costo di 2 miliardi di dollari. Visti i potenziali effetti positivi sui rapporti con la NATO e i possibili futuri introiti derivanti dalla produzione in Romania di mezzi aerei anche per altri paesi, il piano piacque sia al presidente Constantinescu che al ministro della difesa Victor Babiuc (PD). Quest'ultimo chiese l'espulsione di Dăianu dal governo per via della sua posizione contraria. Il titolare delle finanze temeva l'impegno della Romania ad una tale spesa per via della situazione delicata del bilancio e per il rischio di dover realizzare ulteriori tagli, che avrebbero causato costi sociali per la popolazione. Il PNL ritirò il proprio supporto a Dăianu, accusandolo di non aver realizzato la riforma del ministero e, il 23 settembre 1998, lo revocò dal governo. L'attuazione del contratto con la Bell, in ogni caso, fu più volte posticipata e, infine, abbandonata.
Nel corso del 1998 l'UDMR minacciò di lasciare la maggioranza nel caso in cui non fosse stata istituita un'università in lingua ungherese a Cluj-Napoca. L'argomento dell'autonomia linguistica e amministrativa, tuttavia, era avversato da numerosi partiti della coalizione di governo. Il primo ministro, per mediare tra le posizioni contrastanti, trovò il compromesso della creazione di un'università multiculturale con insegnamento in rumeno, ungherese e tedesco intitolata a Sándor Petőfi e Friedrich Schiller. Tramite decisione di governo (HG 687/1998) il ministero dell'educazione ricevette mandato di avviare le procedure per la fondazione dell'ateneo ma, pur placando le rivendicazioni dell'UDMR, il progetto non fu mai completato.
Nell'autunno dello stesso anno anche un altro componente dell'esecutivo rinunciò al proprio ruolo. A causa delle critiche dell'opinione pubblica per la generale lentezza del processo di vendita degli asset dello Stato, il 19 ottobre 1998 il ministro della privatizzazione Sorin Dimitriu (PNȚCD) lasciò sia il governo che l'incarico di direttore del Fondo delle proprietà di Stato (FPS), ente incaricato della liquidazione delle quote pubbliche nelle società statali. Il nuovo capo del FPS divenne Radu Sârbu (PNȚCD), mentre il ministero fu dismesso il mese successivo.
Vedendo ignorare i propri appelli per la revisione delle strutture della CDR, il 30 ottobre 1998 il Partito Alternativa di Romania (PAR) si ritirò dalla maggioranza. Nei mesi precedenti il gruppo aveva più volte chiesto la riorganizzazione degli organismi della coalizione, in modo dare renderla funzionale e dare voce a tutti i componenti, nonché di aderire esplicitamente ad un orientamento ideologico di destra per risolvere le ambiguità della sua azione politica. I dirigenti della CDR e il primo ministro trascurarono tali rivendicazioni, mentre il ministro Horia Ene si ritirò dal suo incarico.
La difficile coabitazione tra i membri della coalizione di governo portò a numerosi ritardi e compromessi che lasciavano insoddisfatti tutte le parti. Dopo anni di dibattiti parlamentari iniziati sotto la gestione Ciorbea, alla fine del 1999 furono approvate le leggi sui registri Securitate e sulla restituzione delle proprietà agricole (la cosiddetta "Legge Lupu"). Nel caso della prima, la forma finale ratificata dal parlamento fu talmente diversa da quella originale che il suo iniziatore, il senatore Ticu Dumitrescu (PNȚCD), si rifiutò di riconoscerne la paternità, avanzando il dubbio che nel suo stesso partito esistessero membri non interessati a far luce sui crimini della polizia politica socialista. Nel caso della seconda, le polemiche si protrassero per anni e, alla fine, si arrivò alla sua approvazione il 9 novembre 1999 nel corso di una seduta parlamentare congiunta, pur senza una solida maggioranza. Il testo conteneva delle previsioni sulle limitazioni delle superfici agrarie da concedere ai richiedenti che erano fortemente volute dal PD, ma contestate dalla base del PNȚCD e dalla stessa Banca mondiale.

### Riorganizzazione del governo
Il 4 novembre 1998 la Commissione europea rese pubblico un rapporto in cui analizzava i progressi degli undici paesi che avevano chiesto l'adesione all'Unione. La Romania era l'unico candidato che non aveva realizzato passi in avanti e in cui, al contrario, l'economia aveva dato segnali di recessione. Per provare a dare risposte, il giorno successivo il governo deliberò la riorganizzazione del ministero delle finanze e del FPS, cui venne assegnato il compito di elaborare un progetto per la chiusura delle grandi società di Stato in perdita.
Nell'ottica della razionalizzazione delle risorse, il 10 novembre 1998 fu approvata la revisione della struttura del governo, con la dismissione di numerosi ministeri. Il ministero della ricerca venne accorpato a quello dell'educazione, i ministeri del turismo e delle comunicazioni furono declassati al rango di agenzie governative e, infine, i ministeri della privatizzazione, della riforma e per i rapporti con il parlamento furono trasformati in dipartimenti in subordine al primo ministro.
Il 21 dicembre 1998 l'opposizione, guidata dal Partito della Democrazia Sociale di Romania (PDSR) di Ion Iliescu, avanzò un mozione di sfiducia contro il governo che, però, fu battuta (283 contrari e 163 favorevoli). Il successivo 4 febbraio 1999 il PDSR presentò anche una mozione semplice alla camera dei deputati, criticando l'esecutivo di non prestare attenzione alla popolazione, data l'assenza di programmi per la riconversione della forza lavoro per favorire il riassorbimento del personale messo in disponibilità, nonché di iniziative a sostegno delle famiglie colpite dalle chiusure. La mozione fu respinta.

### Mineriade del 1999

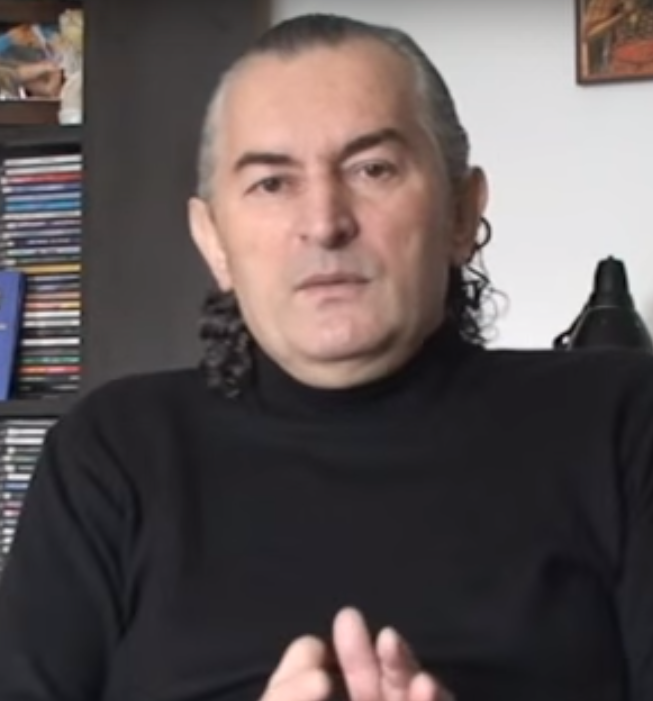
Miron Cozma, leader della Lega sindacale dei minatori della valle del Jiu.

Il 22 ottobre 1998 fu annunciata la prossima chiusura di settantaquattro siti minerari improduttivi. La situazione occupazionale nel settore, inoltre, era destinata a peggiorare, vista l'intenzione del governo di ridurre la produzione mineraria nazionale del 37%. Le associazioni sindacali dei minatori della valle del Jiu entrarono in sciopero all'inizio di gennaio 1999, ricevendo anche il supporto del partito d'opposizione del Partito Grande Romania (PRM) di Corneliu Vadim Tudor.
I lavoratori chiedevano aumenti salariali e il blocco del progetto di chiusura delle miniere, ma il governo non prese in considerazione gli appelli. Il 18 gennaio 1999, quindi, il leader sindacale Miron Cozma annunciò l'inizio di una marcia verso Bucarest, sulla scia delle precedenti mineriade del 1990 e 1991. Il 21 gennaio i minatori si scontrarono con le forze di polizia nella località di Costești e, dopo aver sfondato le linee di difesa, proseguirono verso la capitale rumena. In conseguenza dell'evento il ministro degli interni Gavril Dejeu (PNȚCD) si dimise dal proprio incarico, mentre il presidente Constantinescu decretò lo stato d'emergenza. Per evitare le drammatiche conseguenze di una possibile violenta incursione a Bucarest, il 22 gennaio il primo ministro incontrò Cozma presso il monastero di Cozia. In seguito a negoziati il governo concesse parte delle rivendicazioni sindacali e garantì l'amnistia per i fatti dei giorni precedenti. I lavoratori si sarebbero impegnati a presentare un piano per ridurre i debiti delle società che gestivano le miniere, che in quel ammontavano a 60 milioni di dollari.
L'epilogo della mineriada del gennaio 1999 erose ulteriormente la fiducia pubblica nell'autorità del governo, poiché lo Stato fu costretto a venire a patti con una manifestazione illegale, che era stata legittimata solamente dalla violenza contro le istituzioni democratiche.
Nel mese successivo i minatori provarono una nuova sollevazione, che traeva origine dalla sentenza di condanna a diciotto anni di reclusione per Miron Cozma per i fatti della mineriada del settembre 1991. Le forze dell'ordine soffocarono la rivolta il 17 febbraio 1999 e riuscirono a procedere con l'arresto di Cozma.
Il 23 febbraio 1999 il governo e i sindacati dei minatori misero la firma sull'accordo per un nuovo contratto di lavoro, secondo i punti della pace di Cozia.

### Progressi con NATO e Unione europea
Visti i dubbi riguardanti la stabilità della Romania da parte dei partner internazionali, il governo avvertì la necessità di accelerare il processo legislativo. L'esecutivo, quindi, ricorse sempre più spesso alla misura dell'ordinanza d'urgenza (dalle 220 del 1998 si passò ad oltre 300 nel 1999) e a quello della fiducia parlamentare sulle leggi. A tal proposito il 12 maggio 1999 il governo mise la fiducia sulla legge per l'accelerazione economica, che modificava cinque atti normativi in ambito finanziario. Una seguente mozione di sfiducia presentata dal PDSR fu battuta il 20 maggio (286 voti contrari e 147 favorevoli).
Più che sul piano della riforma economica e strutturale, nel corso del 1999 i rapporti diplomatici e con le istituzioni finanziarie migliorarono per via degli eventi in politica estera. Il 22 aprile 1999 il parlamento approvò con 225 voti a favore (la maggioranza), 21 contrari (PUNR) e 99 astenuti (PDSR e PRM) la richiesta della NATO di utilizzare lo spazio aereo per le operazioni in Kosovo. Se da una parte tale autorizzazione concorse ad accelerare l'integrazione diplomatica ai paesi occidentali, dall'altra fu avvertita con diffidenza dall'elettorato. Oltre a deteriorare gli storicamente buoni rapporti con la Jugoslavia, l'embargo imposto al regime di Slobodan Milošević e la distruzione dei ponti sul Danubio da parte delle forze aeree alleate danneggiarono direttamente la capacità commerciale della Romania, contribuendo all'aggravarsi della situazione economica. La scelta di appoggiare senza riserve le forze NATO, inoltre, spinse l'elettorato tradizionalista e antieuropeista ad abbracciare i messaggi estremisti lanciati dal PRM e, in parte, dal PDSR, tagliando le possibilità di riconciliazione con la CDR.
Il miglioramento delle relazioni estere e la capacità della Romania di rispettare il pagamento dei propri debiti, sbloccarono anche la situazione riguardante i finanziamenti da parte delle istituzioni internazionali. Nel giugno 1999 la Banca mondiale concesse un prestito di 325 milioni di dollari, soggetto alla realizzazione di determinate riforme. Nel mese di agosto seguì lo stanziamento di nuovi fondi da parte del FMI per 547 milioni, a condizione di realizzare passi in avanti nella gestione della spesa pubblica e nella riscossione delle imposte.
La concreta possibilità di apertura alle strutture sovranzionali occidentali ebbe l'effetto di spingere il governo ad intervenire sulla legislazione interna per avvicinarsi agli standard europei. Il 29 novembre 1999 il governo ricorse ancora una volta alla fiducia in parlamento per la legge sullo statuto dei funzionari pubblici. In tale occasione le opposizioni dichiararono che non avrebbero presentato una mozione di sfiducia, nonostante la loro contrarietà. Tra le altre leggi richieste dall'Europa vi fu anche quella riguardante la restituzione delle case nazionalizzate nel periodo della dittatura. Mentre l'atto fu approvato dalla camera dei deputati nell'agosto 1999, il dibattito in senato perdurò fino all'inizio del 2001 e vide la luce solo nella legislatura successiva.

### Proteste sindacali
All'inizio del 1999 la disoccupazione toccò la percentuale record del 10,6% della popolazione attiva. Il peggioramento delle condizioni di vita sfociò in ampie manifestazioni sindacali. Il 10 marzo le sigle principali stilarono una lista delle rivendicazioni da presentare al governo. Tra i punti richiesti vi erano la limitazione delle attività del FPS alla sola privatizzazione (e non anche all'amministrazione delle società), l'abbassamento della pressione fiscale, la revisione delle tariffe sull'energia, l'acqua, i trasporti e le comunicazioni e modifiche alle leggi sul lavoro. Le prime manifestazioni a livello nazionale ebbero luogo il 24 marzo e furono seguite da uno sciopero generale d'avvertimento il 19 aprile. Una nuova protesta fu indetta per il 24 maggio, mentre i sindacati dell'istruzione rimasero in sciopero dal 7 al 18 giugno 1999.
Il 20 ottobre le quattro sigle sindacali principali trasmisero al presidente Constantinescu una lettera in cui si chiedevano le dimissioni del primo ministro Vasile per non aver rispettato nessuno degli impegni concordati con le associazioni dei lavoratori. Il 4 novembre, quindi, lavoratori e studenti realizzarono una manifestazione congiunta che aveva tra i propri obiettivi la crescita del salario medio e maggiori fondi per le borse di studio. Il 17 novembre i sindacati concordarono un nuovo calendario degli scioperi per mettere pressione al governo.
La nuova ondata di scioperi iniziò il 23 novembre e si concluse solamente il successivo 22 dicembre 1999.

### Revoca del primo ministro
Il 10 dicembre 1999 il Consiglio europeo ufficializzò la propria disponibilità all'avvio delle trattative per l'adesione della Romania all'Unione europea. L'evento spinse il presidente Constantinescu, sostenuto nella scelta dall'ala degli "anziani" del PNȚCD, a procedere alla revoca del primo ministro, in modo da provare a dare nuovo impulso alla politica economica, vista la grave situazione di crisi, e preparare al meglio il successivo periodo di negoziati con i rappresentanti dell'Unione europea. Il capo di Stato forzò le proprie prerogative costituzionali, in quanto la carta fondamentale del 1991 non prevedeva espressamente l'impossibilità del presidente della Romania di revocare il primo ministro, né vi era stata una sentenza della Corte costituzionale in merito. Tale principio fu inserito solamente dopo la revisione costituzionale del 2003.
Il 13 dicembre 1999 Constantinescu emise l'ordine di revoca di Vasile che, però, si rifiutò di rinunciare alla sua posizione. Al contempo il presidente incaricò quale premier ad interim il ministro del lavoro Alexandru Athanasiu, situazione che generò il singolare caso di due premier in carica nello stesso momento. Per venire a capo della crisi politica, in modo da spingere Vasile ad abbandonare l'incarico metà del gabinetto dei ministri annunciò le proprie dimissioni. Il 17 dicembre, alla fine, si dimise anche il primo ministro uscente.

## Attività del governo
Prodotto interno lordo a parità di potere d'acquisto, in miliardi di dollariAnno03060901201501802101996199719981999PIL a parità di potere d'acquisto
Fonte: Fondo monetario internazionale
Variazione percentuale del Prodotto interno lordoAnno-8-6-4-20241996199719981999Variazione percentuale del PIL
Fonte: Fondo monetario internazionale
Variazione percentuale del tasso d'inflazioneAnno03060901201501801996199719981999Variazione percentuale
Fonte: Fondo monetario internazionale
Variazione percentualeAnno-10-50510151996199719981999Variazione percentuale ImportazioniVariazione percentuale Esportazioni
Fonte: Fondo monetario internazionale
Variazione percentuale del deficit del conto delle partite correnti della bilancia commercialeAnno-7-6-5-4-3-2-101996199719981999Variazione percentuale
Fonte: Fondo monetario internazionale
Percentuale della forza lavoroAnno02468101996199719981999Percentuale della forza lavoro
Fonte: Fondo monetario internazionale

### Misure economiche

#### Misure di consolidamento economico e fiscale
Il programma presentato dal governo il 25 aprile 1998 si basava sull'adozione di misure a breve termine per ridurre l'inflazione e i tassi d'interesse, accelerare la privatizzazione, riorganizzare le società commerciali a capitale pubblico e stimolare gli investimenti diretti. Gli obiettivi a lungo termine erano la stabilizzazione dei parametri macroeconomici, il consolidamento di una severa disciplina finanziaria e la diminuzione degli aiuti alle società pubbliche improduttive.
Il primo atto, considerato propedeutico per la ripresa delle negoziazioni con gli organismi finanziari internazionali, fu l'approvazione parlamentare della legge di bilancio per il 1998, che passò il 26 maggio. Il governo prevedeva un PIL in negativo del 4%, mentre sperava di contenere l'inflazione annua al 45% e il deficit pubblico al 3,5% del PIL. Il 1º luglio 1998 entrò in vigore l'ordinanza che permetteva una maggiorazione del prezzo del gas per la popolazione del 54,3% e che, al contempo, lo riduceva del 20% per gli operatori economici. Il 29 ottobre 1998 fu emessa un'ordinanza d'urgenza per la privatizzazione delle società commerciali del settore turistico a capitale pubblico. Nel novembre 1998 fu decretato il ricalcolo delle pensioni, che comportò una crescita dei trattamenti del 74% e di cui beneficiarono 1,2 milioni di persone (su una platea totale di quasi 2 milioni di pensionati).
Il FMI, tuttavia, reputava troppo deboli le politiche predisposte dall'esecutivo per quanto riguardava i tagli alle spese ed eccessivo il deficit pubblico. La mancanza di fiducia da parte degli organismi internazionali era il riflesso della difficile situazione economica del paese in cui, alla fine del 1998, il PIL era sceso di 5 punti, la situazione della bilancia commerciale era la peggiore degli ultimi nove anni e il valore degli investimenti era calato del 18,6% rispetto al 1997. Nel novembre 1998, inoltre, un rapporto della Commissione europea condannò i mancati progressi del paese in ambito economico. Gli ufficiali europei criticarono la mancanza di azioni per imporre disciplina finanziaria al settore privato e per velocizzare il piano di privatizzazione. Tra la fine del 1998 e l'inizio del 1999 le agenzie di rating consideravano la Romania un'area a rischio e per tale motivo fu declassata da B+ a B-. Nei soli primi due mesi del 1999 la valuta nazionale, il leu, perse il 10% rispetto al dollaro. Il tasso di disoccupazione, arrivato a oltre il 10%, dava scarsi segnali di ripresa. Secondo le previsioni di Standard & Poor's e della CNN la Romania era uno dei paesi che avrebbero potuto dichiarare il default nel corso del 1999, come avvenuto in Bulgaria tre anni prima. Il FMI rifiutò di concedere ulteriori finanziamenti, se non a patto di mettere in pratica riforme strutturali immediate, mentre il governo non riusciva a far fronte ai tassi di interesse posti dai creditori internazionali, elemento che rendeva ancora più complesso il contemporaneo tentativo di attrarre investitori esteri.
Il 1999, inoltre, rappresentava l'anno in cui il paese avrebbe dovuto pagare 2,2 miliardi di dollari per debiti contratti sul mercato dei capitali nel periodo 1992-1996. Nonostante i segnali negativi, grazie soprattutto alle privatizzazioni il paese riuscì ad evitare l'insolvenza e a superare i tre picchi di debito del 1999. La Banca nazionale della Romania, infatti, saldò i propri creditori per 347 milioni di dollari nel mese di febbraio, 537 milioni in maggio e 341 milioni in giugno. Tra i creditori principali vi erano i titolari di bond samurai della Nomura Securities, cui nel mese di maggio la Romania pagò 52 miliardi di yen (pari a 432 milioni di dollari), e quelli della Merrill Lynch, che in giugno maturarono 225 milioni di dollari. In tal modo la Romania riuscì a scongiurare il default e a riaprire i canali di comunicazione con le organizzazioni finanziarie internazionali.
Il 17 gennaio 1999 fu pubblicata la legge per la privatizzazione delle società commerciali agricole a capitale pubblico.
Il 18 febbraio 1999 il parlamento approvò la nuova legge bilancio che prevedeva una contrazione del PIL del 2%, un deficit pubblico all'1,3% e un'inflazione annua al 25%. Le somme ottenute dalla privatizzazione delle società di Stato sarebbero state utilizzate integralmente per la ristrutturazione e la tecnologizzazione degli impianti. Il successivo 1º marzo fu deliberata un'ulteriore crescita del prezzo dei carburanti, con rincari del 50% per il trasporto su strada e del 73% per il trasporto passeggeri, con inevitabili riflessi sui generi alimentari, con aumenti previsti tra il 2 e il 15%.
Provando a venire incontro alle richieste dei partner internazionali il 12 maggio 1999 il governo ottenne la fiducia sulla legge per l'accelerazione della riforma economica, che apportava modifiche ad altri cinque atti: la legge sulle operazioni di leasing; la legge sulle società commerciali; la legge sulle procedure di riorganizzazione aziendale; la legge sulle liquidazioni giudiziarie; la legge sull'organizzazione della Corte dei conti. Il giorno successivo fu varata l'ordinanza d'urgenza per gli investimenti con un impatto rilevante sull'economia. L'atto prevedeva sgravi e sovvenzioni per investimenti nel settore della produzione di almeno 50 milioni di dollari, che avrebbero comportato la crescita di almeno 700 posti di lavoro e avrebbero garantito un livello significativo di esportazioni. Il 23 luglio 1999 fu varata la legge per l'aiuto alle piccole e medie imprese, che prevedeva l'esenzione dalle tasse doganali per le importazioni, l'esenzione dalle imposte sulle quote di profitto reinvestite nell'azienda, la riduzione del 75% delle imposte sul reddito per la produzione destinata alle esportazioni e la riduzione del 20% delle imposte sul reddito nel caso della creazione di nuovi posti di lavoro. Il 27 agosto 1999 fu adottata l'ordinanza d'urgenza che modificava la tassazione sui redditi, con un calcolo progressivo sul totale ottenuto dai redditi da lavoro autonomo, lavoro dipendente, derivanti dalla cessione di beni, o altri tipi di entrate.
Nonostante l'intensa attività, il governo Vasile non riuscì a creare prosperità economica. Al 1999 oltre 190.000 delle 393.000 aziende private rumente erano in perdita e, pur producendo un quarto del PIL, erano sottoposte a due terzi del carico fiscale complessivo. L'innalzamento della pressione fiscale ebbe l'effetto contrario di stimolare il mercato nero, che nel 1999 era valutato tra il 30 e il 40% del PIL.

#### Privatizzazione e riorganizzazione delle aziende di Stato
Tra i punti principali del programma di governo vi era la privatizzazione delle aziende ancora in mano allo Stato sin dal periodo del regime socialista, che generavano continue perdite economiche per le casse pubbliche. Il ministro della privatizzazione, Sorin Dimitriu, rivestiva contemporaneamente anche il ruolo di direttore del Fondo delle proprietà di Stato (FPS), ente incaricato della liquidazione delle quote pubbliche nelle società statali. Nelle idee della coalizione tale elemento avrebbe dovuto semplificare il processo. Oltre che alla privatizzazione, il governo puntava anche alla riorganizzazione generale delle grandi società commerciali a capitale pubblico (le cosiddette regie autonome), in modo da contenere il passivo a bilancio. 
Il processo iniziò a rilento, mentre il governo non riuscì a rispettare il termine del 31 maggio 1998 che si era posto per la ristrutturazione della RENEL, la compagnia energetica di Stato, e per la vendita di Romtelecom, per la quale l'indizione della gara pubblica fu posticipata da luglio a settembre 1998. 
Il 2 luglio 1998 fu emesso il decreto di governo per la riorganizzazione delle RENEL, che suddivise la società in tre compagnie minori in base al settore d'attività: produzione, trasporto e consegna. Il successivo 3 settembre fu fatto lo stesso anche con le Căile Ferate Române, dalle quali nacquero le tre divisioni per il traffico viaggiatori (CFR Călători), per il traffico merci (CFR Marfă) e per la gestione delle infrastrutture ferroviarie (CFR Infrastructură). 
Tra la fine del 1998 e l'inizio del 1999 la Romania si ritrovò a dover accelerare gli interventi sulle aziende di Stato con cessioni e chiusure, in modo da reperire i fondi per la copertura dei debiti verso i creditori internazionali. Nel quadro della revisione della politica industriale del paese, il 22 ottobre 1998 il governo deliberò la chiusura di settantaquattro siti minerari antieconomici nel giro dei successivi due anni. Nel mese di novembre il ministero della privatizzazione fu dismesso e furono ampliati i compiti del FPS, che fu incaricato della redazione di un piano per la cessazione delle attività di quarantanove società pubbliche entro due settimane, al fine di ridurre le perdite del bilancio del 15%. Il nuovo direttore del FPS Radu Sârbu, che assunse il ruolo nell'ottobre 1998, in soli quattro mesi di mandato riuscì a privatizzare il doppio delle società rispetto ai nove mesi in cui era stato in carica Sorin Dimitriu. La maggior parte delle aste di vendita, tuttavia, si realizzò a prezzi bassi e con un solo offerente, ragion per cui alla fine del 1999 oltre due terzi delle privatizzazioni realizzate nell'anno precedente erano diventati oggetto di contestazioni in tribunale. L'opposizione, inoltre, sollevò dubbi sulla legalità delle transazioni, sulla mancanza di trasparenza del processo e su possibili fenomeni di corruzione.
Il 7 novembre 1998 fu comunicato che la compagnia telefonica di Stato della Grecia, la OTE, aveva vinto la gara per l'acquisto di Romtelecom. Il contratto di vendita fu firmato il successivo 12 novembre. La OTE acquisì il 35% di Romtelecom per 675 milioni di dollari, con il diritto ad usufruire di un ulteriore 16% in modo da detenere la maggioranza del pacchetto azionario. Tra i termini dell'accordo vi era l'obbligo da parte degli acquirenti di installare annualmente 350.000 nuove linee telefoniche e sostituirne 125.000 vecchie, nonché l'impegno a digitalizzare il 70% della rete entro il 2003.
Il 14 dicembre 1998 il FPS vendé il 51% della Banca Română pentru Dezvoltare (BRD) a Société générale per 200 milioni di dollari. Fu la prima banca commerciale a capitale pubblico ad essere ceduta ad un investitore estero. Il 2 aprile 1999 seguì Bancpost, il cui 45% fu ceduto alla divisione finanziaria della General Electric (in proporzione del 35%) e al Banco Português de Investimento (in proporzione del 10%). La vendita fu realizzata per 428 milioni di dollari, più altri 50 di investimenti garantiti nell'attività
Il 27 maggio 1999 fu emesso il decreto di governo che aprì le porte per la cessione di Dacia alla Renault. L'atto prevedeva l'esenzione dalle tasse doganali e dal pagamento dell'IVA per l'importazione di strumenti finalizzati alla tecnologizzazione dell'industria, oltre a rimuovere l'IVA per i beni acquistati in Romania. Tra gli altri benefici era prevista l'esenzione delle imposte sul profitto per cinque anni e la delazione di tre anni per il pagamento dell'IVA per i veicoli venduti in Romania. Il contratto di vendita fu finalizzato il 2 luglio 1999. La Renault acquistò lo stabilimento di Pitești per 50 milioni di dollari e garantì investimenti per 270 milioni nei successivi cinque anni.
Nonostante l'accelerazione alle privatizzazioni, al settembre 2000 sarebbe stato venduto solo il 37% delle società gestite dal FPS dal 1992, anno della sua istituzione.

#### Sistema bancario
L'esecutivo proseguì nell'opera di consolidamento del sistema bancario iniziata dal precedente governo Ciorbea, in modo da correggere le distorsioni realizzate nel periodo 1992-1996. Il 6 maggio 1996 fu emanato il decreto per la creazione dell'Autorità per la valorizzazione degli attivi bancari (AVAB), ente che aveva il ruolo di recuperare i crediti in sofferenza riconosciuti dalle banche di Stato negli anni precedenti, nonché di guidare il processo di riorganizzazione del sistema bancario. Tra i primi compiti per il nuovo organo vi fu la gestione dei cinquantanove fascicoli dei debitori di Bancorex, che avevano causato alla banca danni per 300 milioni di dollari. Nel mese di settembre l'AVAB prese in carico il caso di 4.700 operatori economici, per la maggior parte società pubbliche, che dovevano a Banca Agricolă oltre 300 milioni.
Il 14 maggio 1999 per risolvere la lunga crisi di Bancorex e tutelare i risparmiatori, il governo dispose tramite ordinanza d'urgenza il trasferimento integrale dei depositi della banca verso la Banca Comercială Română (BCR). La BCR assunse l'obbligo di pagare le obbligazioni alla loro scadenza, mentre il valore dei depositi sarebbe stato garantito dal ministero delle finanze tramite titoli di Stato. L'operazione ebbe un valore di 124 milioni di dollari e 1.411 miliardi di lei. Il 29 luglio 1999, infine, Bancorex fu accorpata alla BCR. La differenza tra attivi e passivi, stimata sui 300 milioni di dollari, fu coperta dal debito pubblico con l'emissione di titoli di Stato.
Tra gli altri istituti di credito detenuti dallo Stato e la cui gestione era divenuta insostenibile, il 25 maggio 1999 fu avviata la procedura di fallimento di Banca Albina e il 24 giugno 1999 quella per Credit Bank.

#### Finanziamento e aiuti internazionali
I rapporti con gli organismi finanziari sovranazionali si sbloccarono solo nel 1999, in concomitanza del miglioramento dei rapporti diplomatici con i paesi occidentali. A tal proposito nell'ottobre 1998 Vasile aveva incontrato i rappresentanti di FMI e Banca mondiale nel corso di una visita ufficiale negli Stati Uniti.
Il 12 gennaio 1999 l'Unione europea inserì la Romania tra i beneficiari del programma PHARE, concedendo 2 milioni euro per lo sviluppo delle risorse umane nelle imprese romene. La Banca mondiale assegnò 400.000 dollari al dipartimento delle informazioni pubbliche per la promozione dei programmi del governo. L'11 marzo 1999 il Giappone donò 7,7 milioni di dollari per l'acquisto di equipaggiamento medico per gli ospedali Floreasca e Grigore Alexandrescu di Bucarest.
Il 27 maggio 1999 il direttore della Banca mondiale Andrew Vorkink partecipò ad una seduta di governo in cui espose il calendario del Comprehensive Development Framework, programma tramite il quale l'organizzazione avrebbe supportato un progetto di chiusura e conservazione di ventinove miniere preparato dall'esecutivo, incrementando il proprio contributo da 38 a 51 milioni di dollari. Il successivo 11 giugno 1999 il consiglio direttivo della Banca mondiale approvò un piano di prestiti per 325 milioni di dollari nell'ambito dei programmi PSAL I (Private sector adjustment loan) e PSIBP (Private sector institution building project) per il sostegno al settore privato e la privatizzazione delle imprese di Stato. Secondo gli accordi la Romania avrebbe dovuto privatizzare o chiudere le maggiori quaranta società pubbliche in perdita e ulteriori seicento piccole e medie imprese.
Il 7 giugno 1999 il direttore della Banca nazionale della Romania, Mugur Isărescu, firmò a Basilea il contratto di prestito da parte di un consorzio di banche straniere di oltre 100 milioni di dollari, nel quadro delle garanzie richieste dal FMI per lo sblocco delle tranche di finanziamento. Il 5 agosto 1999, quindi, il FMI diede il proprio via libera ai termini di un accordo negoziato il precedente 21 aprile. La Romania avrebbe ricevuto un prestito di 547 milioni di dollari da saldare in undici mesi in cambio di modifiche strutturali profonde, quali la riduzione del passivo del conto delle spese correnti, la diminuzione dell'inflazione, il rallentamento del declino della produzione e il miglioramento del sistema di riscossione delle imposte. Secondo il memorandum firmato dalle due parti il PIL del 1999 non avrebbe dovuto essere peggiore del -3,5%, mentre il deficit pubblico non avrebbe dovuto oltrepassare la soglia del 3,9% del PIL. Tra gli altri punti il governo avrebbe dovuto ridurre le perdite delle aziende di Stato del 22%, liquidare quaranta società pubbliche e chiudere quarantasei miniere.
Il 28 luglio 1999, nell'ambito della conferenza per gli aiuti all'Europa sudorientale svoltasi a Bruxelles, fu stabilita la concessione alla Romania di un prestito di 200 milioni di euro per il riequilibrio della propria bilancia commerciale, profondamente colpita dalle conseguenze della guerra in Kosovo.
Nell'ottobre 1999 la Banca mondiale e il ministero dell'industria e del commercio trovarono l'accordo per un finanziamento di 44,5 milioni di dollari per un progetto riguardante la cessazione delle attività di numerosi siti minerari, il loro recupero ambientale e l'attenuamento dei costi sociali derivanti dalle chiusure.
Il 19 novembre 1999 la Banca europea per gli investimenti concesse al ministero delle finanze un prestito di 273 milioni nel settore dei trasporti. 210 milioni destinati alla costruzione di nuove autostrade e 63 milioni per la riabilitazione del trasporto pubblico di Bucarest.

### Relazioni internazionali
Sul piano delle relazioni internazionali il governo mostrò la sua intenzione a rafforzare i rapporti con i paesi occidentali. Il 18 giugno 1998 il parlamento accettò la richiesta del governo di approvazione dell'intervento di peacekeeping in Bosnia ed Erzegovina che ebbe luogo tra il 1998 e il 1999.
I rapporti con l'Unione europea furono viziati dalla difficile situazione economica del paese. Secondo il rapporto della Commissione europea del novembre 1998, pur rilevando una comunanza di interessi e valori, lo stato dell'economia del paese non avrebbe permesso alla Romania di aderire velocemente all'Unione. L'argomento dell'integrazione europea fu tema di scontro con l'opposizione, che utilizzò l'evento per lamentare il disinteresse dei paesi occidentali per la Romania.
L'11 ottobre 1998 il Consiglio supremo della difesa trasmise al parlamento la richiesta di concessione dello spazio aereo rumeno alle forze NATO, per situazioni impreviste e d'urgenza nell'ambito delle operazioni in Kosovo. Le camere votarono a favore dell'autorizzazione il successivo 14 ottobre. Con l'aggravarsi della crisi in Kosovo, nell'aprile 1999 la Romania consentì alla NATO l'utilizzo illimitato del proprio spazio aereo, circostanze che gli permisero di migliorare i rapporti con i paesi della coalizione, specialmente Stati Uniti e Regno Unito. Il 4 maggio 1999 il primo ministro britannico Tony Blair annunciò il proprio sostegno all'avvio dei negoziati per l'adesione della Romania all'Unione europea. Il 6 maggio, su istanza del Consiglio d'Europa, il governo emanò il decreto per l'applicazione dell'embargo alla Jugoslavia.
Tra il 7 e il 9 maggio 1999 ebbe luogo la visita a Bucarest di Giovanni Paolo II, fatto dalla rilevante importanza simbolica, in quanto primo viaggio di un papa cattolico in un paese a maggioranza ortodossa.
Il 10 giugno 1999 il Consiglio europeo adottò il Patto di stabilità per l'Europa sud-orientale, che prevedeva sostegno politico ai paesi dell'area per la stabilizzazione delle tensioni.
Il 18 novembre 1999 l'Organizzazione per la sicurezza e la cooperazione in Europa deliberò l'assegnazione alla Romania della presidenza di turno per l'anno 2001.
Il Consiglio europeo riunito a Helsinki fra il 10 e l'11 dicembre 1999 deliberò l'inizio dei negoziati per l'adesione all'Unione europea da parte della Romania e di altri cinque paesi. Le trattative sarebbero ufficialmente iniziate nel 2000.

### Altre misure
Il 9 luglio 1998 vide la luce la legge per l'istituzione dell'Agenzia nazionale per le abitazioni (ANL), incaricata di favorire lo sviluppo di programmi per l'edilizia abitativa. Il successivo 1º settembre 1998 fu varato il provvedimento per le aree svantaggiate. Il 28 giugno 1999 fu emanata la legge per la responsabilità ministeriale.
Un atto varato dal parlamento ritenuto di particolare importanza, che fu al centro di diatribe tra i partner della coalizione, fu quello per la restituzione delle proprietà agricole confiscate dalla dittatura e ancora possedute dallo Stato. La "Legge Lupu" (pubblicata sulla gazzetta ufficiale come Legge 1/2000) completava un atto normativo sullo stesso argomento emesso nel 1991 dal governo Roman II, disponendo la riassegnazione delle proprietà agricole ai legittimi proprietari o agli eredi nel limite di 10 ettari a persona per le foreste e di 50 ettari per i terreni. La clausole sulle limitazioni furono sostenute dal PD, che mise il proprio veto, mentre il PNȚCD desiderava una restituzione integrale. Il problema riguardante le dimensioni degli appezzamenti fu considerato dagli osservatori un ostacolo per lo sviluppo di imprese agricole redditizie, in quanto il provvedimento favoriva la microproprietà.
Il 20 ottobre 1999 le camere adottarono la legge per l'accesso agli atti della Securitate. Il testo prevedeva che gli archivi dell'ex polizia politica di Ceaușescu sarebbero rimasti in mano alle istituzioni che le avevano ereditate (Serviciul Român de Informații, ministero degli interni e ministero della difesa) e che sarebbero stati analizzati su richiesta da un comitato composto da undici membri di nomina parlamentare, il Consiglio nazionale per lo studio degli archivi della Securitate (CNSAS), che avrebbe avuto il compito di verificare chi ne era stato collaboratore o informatore.
Il 29 novembre 1999 il governo ottenne la fiducia sulla legge per lo statuto dei funzionari pubblici, atto chiesto dall'Unione europea in vista dell'inizio delle negoziazioni per l'adesione. In base alla legge i funzionari pubblici che lavoravano in località in cui una minoranza linguistica rappresentava almeno il 20% della popolazione, avrebbero dovuto conoscere la lingua rispettiva. Tale norma avrebbe avuto effetto specialmente nelle aree della Romania abitate dalla minoranza ungherese.
Nel campo dell'istruzione vi furono una riforma dei programmi, del sistema di valutazione e l'abolizione del manuale unico.

## Appoggio parlamentare e composizione
Il governo Vasile fu sostenuto dall'ampia coalizione di centro-destra che aveva appoggiato l'investitura del precedente governo Ciorbea. Questa, denominata Convenzione Democratica Romena (CDR), aveva vinto le Elezioni parlamentari in Romania del 1996 ed era composta dal Partito Nazionale Contadino Cristiano Democratico (PNȚCD), dal Partito Nazionale Liberale (PNL) e da altre formazioni minori. La CDR invitò al governo anche il Partito Democratico (PD), i loro alleati del Partito Social Democratico Romeno (PSDR) e i regionalisti ungheresi dell'Unione Democratica Magiara di Romania (UDMR).
Insieme la maggioranza disponeva di 200 deputati su 343 (pari al 58,3% dei seggi alla camera dei deputati della Romania) e di 87 senatori su 143 (pari al 60,8% dei seggi al senato della Romania).
| Carica                                                               | Titolare                                                     | Titolare                                                        | Partito      |
| -------------------------------------------------------------------- | ------------------------------------------------------------ | --------------------------------------------------------------- | ------------ |
| Primo ministro                                                       |                                                              | Radu Vasile (fino al 13 dicembre 1999)                          | PNȚCD        |
| Primo ministro                                                       |                                                              | Alexandru Athanasiu (ad interim; dal 13 dicembre 1999)          | PSDR         |
| Ministro di Stato Ministro della giustizia                           |                                                              | Valeriu Stoica                                                  | PNL          |
| Ministro di Stato Ministro della difesa nazionale                    |                                                              | Victor Babiuc                                                   | PD           |
| Ministro degli interni                                               |                                                              | Gavril Dejeu (fino al 21 gennaio 1999)                          | PNȚCD        |
| Ministro degli interni                                               | Constantin Dudu Ionescu (dal 21 gennaio 1999)                |                                                                 | PNȚCD        |
| Ministro delle finanze                                               |                                                              | Daniel Dăianu (fino al 23 settembre 1998)                       | Indipendente |
| Ministro delle finanze                                               |                                                              | Decebal Traian Remeș (dal 23 settembre 1998)                    | PNȚCD        |
| Ministro degli affari esteri                                         |                                                              | Andrei Pleșu                                                    | Indipendente |
| Ministro dell'industria e del commercio                              |                                                              | Radu Berceanu                                                   | PD           |
| Ministro del lavoro e della protezione sociale                       |                                                              | Alexandru Athanasiu                                             | PSDR         |
| Ministro dell'agricoltura e dell'alimentazione                       |                                                              | Dinu Gavrilescu (fino al 2 dicembre 1998)                       | PNȚCD        |
| Ministro dell'agricoltura e dell'alimentazione                       | Ioan Avram Mureșan (dal 2 dicembre 1998)                     |                                                                 | PNȚCD        |
| Ministro dei trasporti                                               |                                                              | Traian Băsescu                                                  | PD           |
| Ministro delle comunicazioni                                         |                                                              | Sorin Pantiș (fino al 16 dicembre 1998)                         | PNL          |
| Ministro del turismo                                                 |                                                              | Sorin Frunzăverde (fino al 16 dicembre 1998)                    | PD           |
| Ministro dei lavori pubblici e della gestione del territorio         |                                                              | Nicolae Noica                                                   | PNȚCD        |
| Ministro delle acque, delle foreste e della protezione dell'ambiente |                                                              | Romică Tomescu                                                  | PNȚCD        |
| Ministro dell'educazione nazionale                                   |                                                              | Andrei Marga                                                    | PNȚCD        |
| Ministero della ricerca e della tecnologia                           |                                                              | Horia Ene (fino al 30 ottobre 1998)                             | PAR          |
| Ministero della ricerca e della tecnologia                           |                                                              | Valeriu Stoica (ad interim; dal 30 ottobre al 16 dicembre 1998) | PNL          |
| Ministro della salute                                                |                                                              | Francisc Bárányi (fino al 24 giugno 1998)                       | UDMR         |
| Ministro della salute                                                |                                                              | Valeriu Stoica (ad interim; dal 24 giugno al 10 luglio 1998)    | PNL          |
| Ministro della salute                                                |                                                              | Gábor Hajdu (dal 10 luglio 1998)                                | UDMR         |
| Ministro della riforma Presidente del Consiglio per la riforma       |                                                              | Ioan Avram Mureșan (fino al 2 dicembre 1998)                    | PNȚCD        |
| Ministro della riforma Presidente del Consiglio per la riforma       |                                                              | Victor Babiuc (ad interim; dal 2 al 16 dicembre 1998)           | PD           |
| Ministro della cultura                                               |                                                              | Ion Caramitru                                                   | PNȚCD        |
| Ministro della gioventù e dello sport                                |                                                              | Crin Antonescu (dal 5 dicembre 1997)                            | PNL          |
| Ministro per i rapporti con il Parlamento                            |                                                              | Alexandru Sassu (fino al 16 dicembre 1998)                      | PD           |
| Ministro della privatizzazione                                       |                                                              | Sorin Dimitriu (fino al 19 ottobre 1998)                        | PNȚCD        |
| Ministro della privatizzazione                                       | Radu Vasile (ad interim; dal 19 ottobre al 16 dicembre 1998) |                                                                 | PNȚCD        |
| Ministro con delega all'integrazione europea                         |                                                              | Alexandru Herlea                                                | PNȚCD        |
| Ministro con delega alle minoranze etniche                           |                                                              | György Tokay (fino al 27 gennaio 1999)                          | UDMR         |
| Ministro con delega alle minoranze etniche                           | Péter Eckstein-Kovács (dal 27 gennaio 1999)                  |                                                                 | UDMR         |
| Segretario di Stato al ministero della difesa nazionale              |                                                              | Constantin Dudu Ionescu (fino al 16 dicembre 1998)              | PNȚCD        |